# Pseudosphex pellax
Pseudosphex pellax là một loài bướm đêm thuộc phân họ Arctiinae, họ Erebidae.